# Кёллинг, Адольф
Адольф Кёллинг (нем. Georg Gustav Adolph Kölling, англ. Adolph Koelling; 9 февраля 1840, Гамбург — 2 мая 1913, Лос-Анджелес) — американский пианист, композитор и музыкальный педагог немецкого происхождения.
Начал учиться музыке у своего старшего брата Карла Кёллинга. В 1850—1856 гг. занимался под руководством гамбургского органиста Генриха Дегенхардта (1828—1896), затем изучал композицию у Эдуарда Маркссена и контрапункт у Карла Греденера. После кратковременного пребывания в Лондоне в качестве пианиста и педагога вернулся в Гамбург и продолжил занятия композицией под руководством А. Ф. Рицциуса, в 1867 г. был исполнен его струнный квартет Op. 1, посвящённый Рицциусу.
С 1872 г. жил и работал в США, преподавал в Покипси и Нью-Йорке, выступал с сольными концертами. Затем заведовал кафедрой фортепиано в Чикагском музыкальном колледже. Опубликовал ряд фортепианных пьес.